# Krumme Steyrling
Die Krumme Steyrling (Ausspracheⓘ) ist ein östlicher Nebenfluss der Steyr in Oberösterreich.
Sie entspringt im Sengsengebirge nordöstlich von Windischgarsten im Gemeindegebiet von Rosenau am Hengstpaß. Durch ein nur dünn besiedeltes Tal fließt sie in nordwestlicher Richtung bis nach Molln, wo sie von rechts in die Steyr mündet.
Der Fluss wird unter anderem von Bach- und Regenbogenforellen sowie Äschen besiedelt.
Das noch sehr naturbelassene romantische Gewässer bzw. seine Tümpel werden von Kennern zum Baden geschätzt. Zudem wird der Fluss teilweise für die Wasserspeisung von Fischzuchtanstalten (Eisvogel) wegen der sehr guten Wasserqualität (Gewässergüteklasse I-II) herangezogen. Außerdem wird schon über viele Jahrzehnte das Energiepotenzial des Flusses in mehreren Stufen von nahegelegenen Betrieben mittels Francis-Turbinen zur Stromerzeugung genutzt (Fa. Piesslinger).

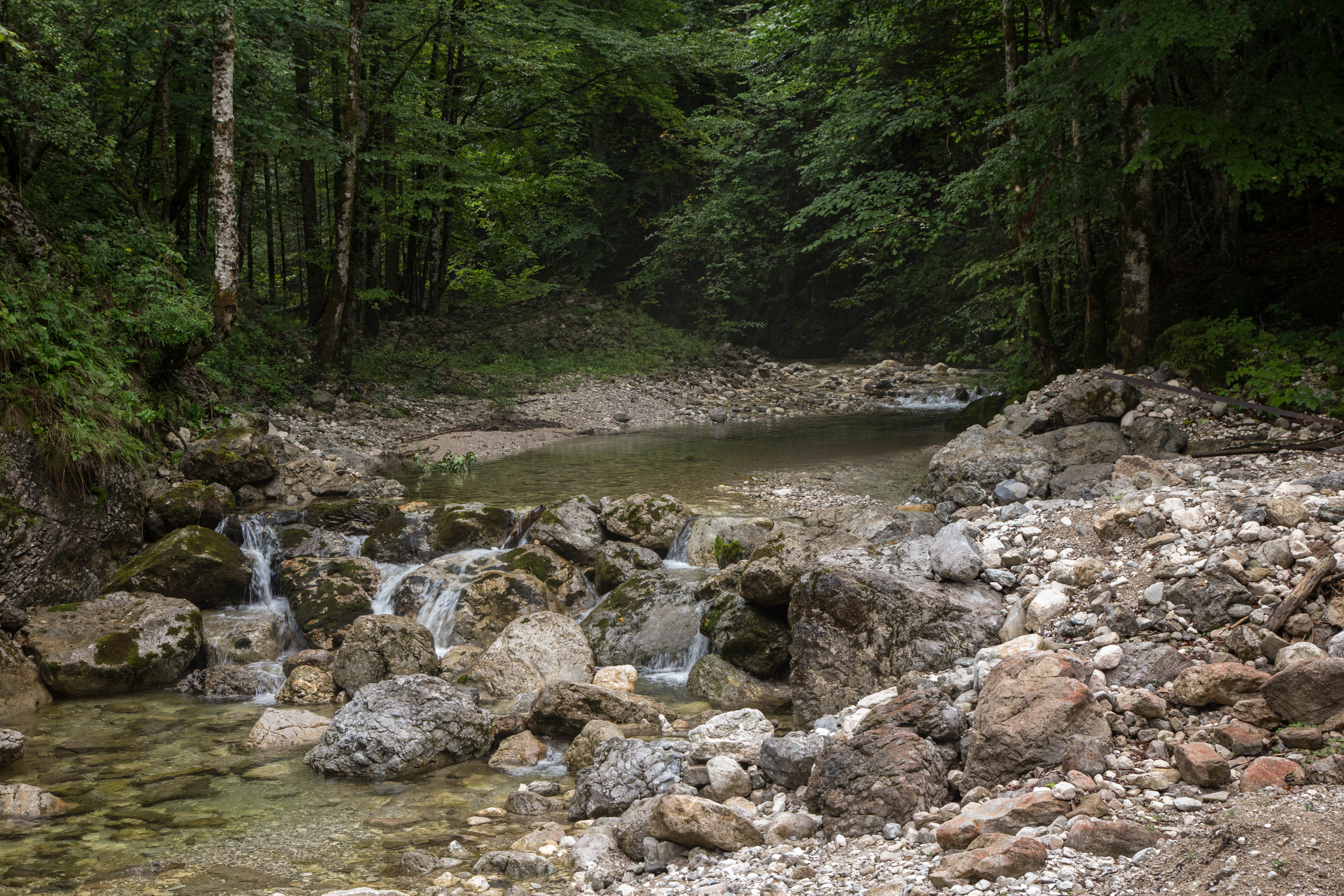
Der Fluss beim Jagdhaus Bodinggraben
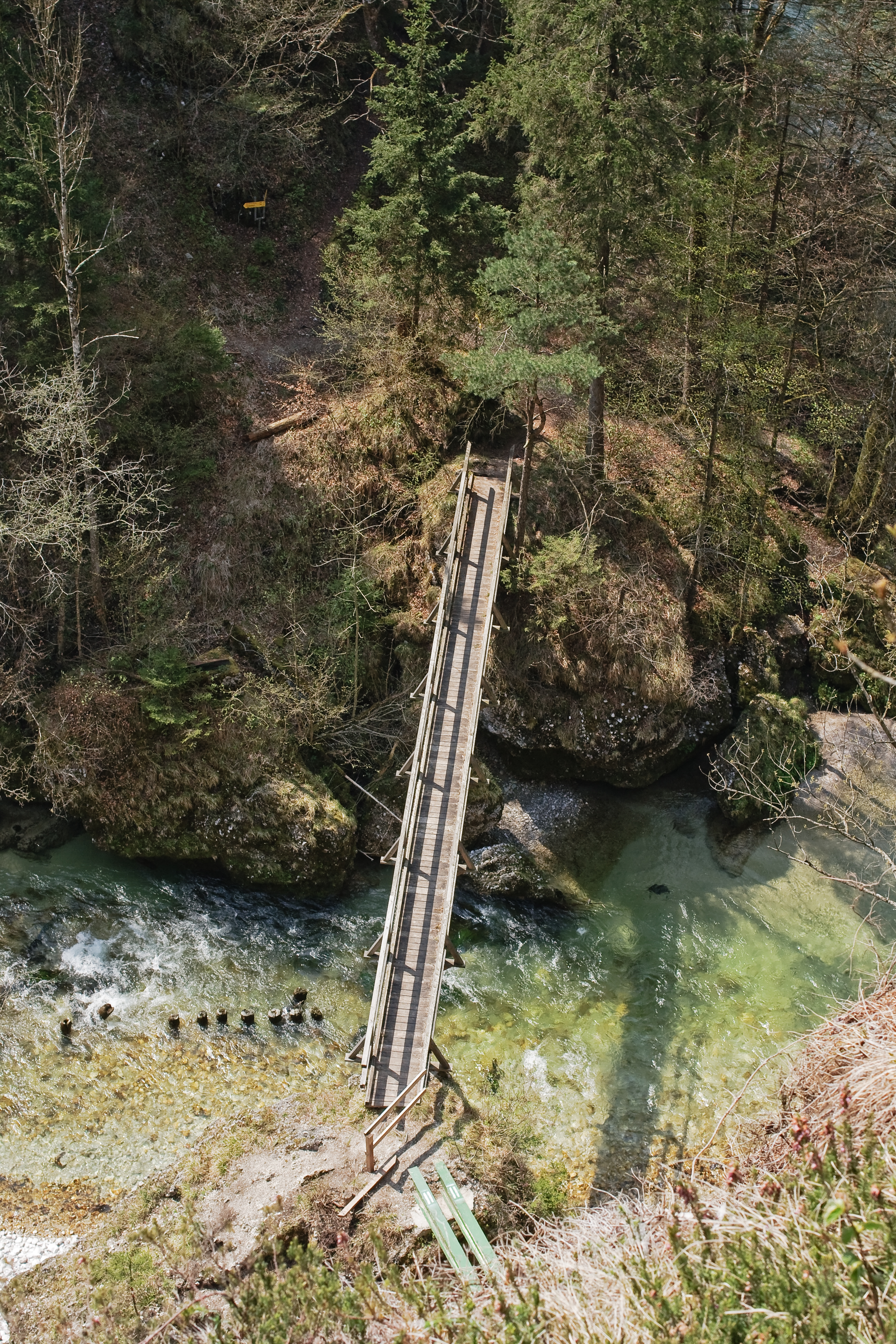
Die Schlucht im Mündungsbereich
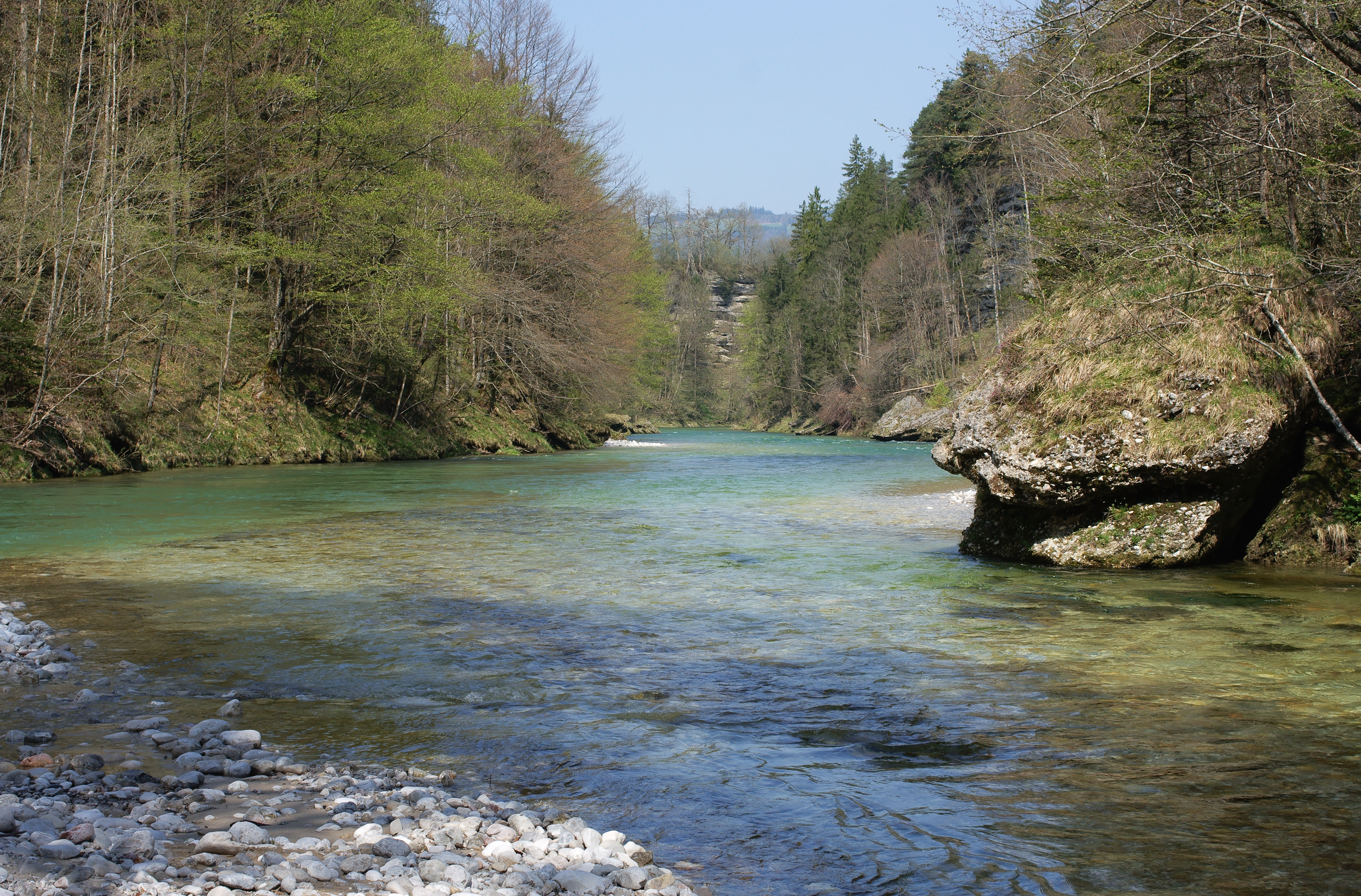
Mündung in die Steyr

## Zuflüsse
- Rumpelmayrbach (links)
- Blöttenbach (links)
- Hilgerbach (links)
- Maulaufloch (rechts): Karstquelle unmittelbar neben dem Flusslauf mit jahreszeitlich sehr unterschiedlicher Schüttung
- Hausbach (rechts)
- Roßbach (rechts)

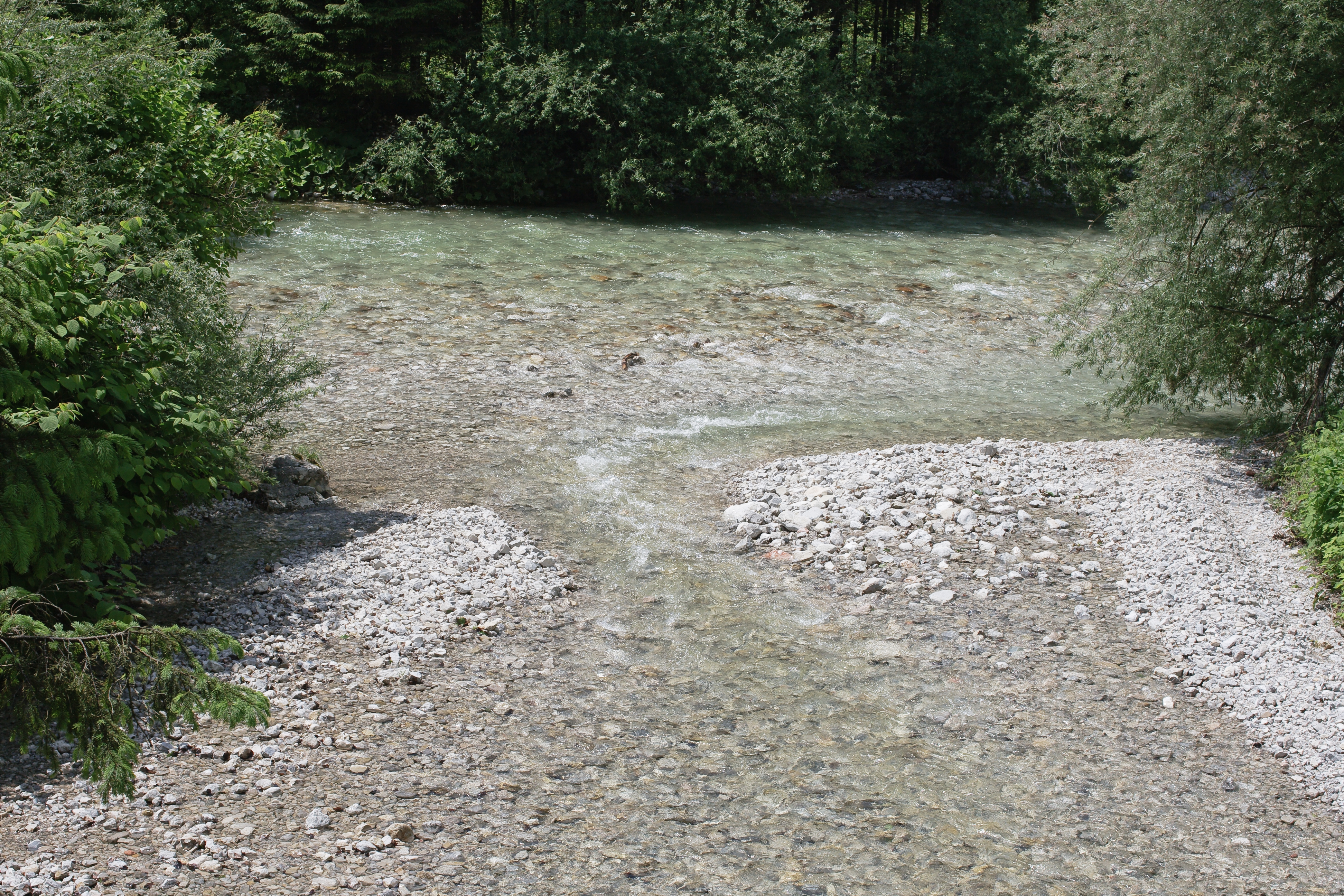
Mündung des Roßbaches